# Twinsburg (Ohio)
Twinsburg – miasto w Stanach Zjednoczonych, w północnej części stanu Ohio. 
Liczba mieszkańców w 2000 roku wynosiła 17 169.